# ESET
Eset este o companie privată de securitate IT care a fost înființată în anul 1992 în Slovacia, Bratislava.

## Istoria
În decembrie 2010, compania a anunțat numirea lui Richard Marko ca Global CEO, Milano Masaryk în calitate de CFO, Pavol Luka în calitate de CTO, Juraj Malcho ca director de cercetare, Ignacio Sbampato ca director de vânzări și marketing la nivel mondial, și Andrew Lee ca CEO al sucursalei sale din America de Nord.

## Produse
Produs principal : ESET NOD32
Primul produs ESET a fost NOD, un software antivirus pentru computere care rulează MS-DOS. În 1998, ESET a introdus NOD32 1.0 pentru Microsoft Windows, mai încolo urmând versiunea 2.0 în anul 2003. Ultima versiune a CodeBase-ului 2.x a fost 2.70.39, care a fost lansată în noiembrie 2006 și a fost întreruptă în mai 2012.
În noiembrie 2007, ESET a lansat versiunea 3.0 a programului ESET NOD32 Antivirus și ESET Smart Security versiunea 3.0, acesta din urmă fiind un produs nou care combină ESET NOD32 Antivirus cu funcții de firewall și antispam. În martie 2009, ESET a lansat versiunea 4.0 a programului ESET NOD32 Antivirus si ESET Smart Security. În martie 2010, ESET a lansat versiunea 4.2 a programului ESET NOD32 Antivirus și ESET Smart Security.  
În septembrie 2010, ESET a lansat ESET NOD32 Antivirus pentru Mac OS X Business Edition și în noiembrie 2010, o versiune casă numită   ESET Cybersecurity pentru Mac OS X. 
ESET NOD32 Antivirus și ESET Smart Security 4.2 cu suport pe : Windows 2000, XP, Server 2003, Server 2003 R2, Vista, Server 2008, Server 2008 R2 și Windows 7, în plus, ESET NOD32 Antivirus 4.2 suportă Microsoft Windows NT 4.0 cu Service Pack 6a. Suport pentru 64-biți, versiunile (x86-64, nu IA-64)  acestor sisteme de operare sunt prevăzut, deși programul execută procese atât 32-bit cât și 64-bit.  Utilizatorii cu versiuni mai vechi de Microsoft Windows , cum ar fi Windows 95, 98, Me și NT 4.0, va trebui să instalați versiuni mai vechi de 2.70.39. În plus față de Microsoft Windows compania sprijină, de asemenea, următoarele sisteme de operare: BSD, Linux, Mac OS X, Novell NetWare și Sun Solaris.
În Mai 2011, ESET a început testarea BETA Public ESET NOD32 Antivirus și ESET Smart Security versiunea 5, care a fost lansată ca un upgrade gratuit la toate versiunile ESET NOD32. Îmbunătățirile în ESET NOD32 și Smart Security 5 includeau un control îmbunătățit la fisiere,  scanează automat toate USB și unitățile CD / DVD pentru amenințări și viruși  media șterși în funcție de tipul și de producătorul  media. Utilizatorii pot personaliza comportamentul software-ului cu reguli specifice pentru procesele curente de funcționare, programe, registre și de a optimiza postura de securitate a software-ului. Modul de jucător a fost introdus în softwar , conservând resursele și activitățile sistemului în  programe full screen prin oprirea tuturor ferestrelor pop-up care necesită intervenția utilizatorului. Noul ESET Live Grid este un mod nou  de scanare , protecție în timp real, care protejează împotriva amenințărilor online bazate pe internet. Părinții au acum controlul asupra calculatorului cu ESET; funcția de control parental, care blochează conținut web potențial ofensiv și periculos. Părinții au posibilitatea de a  stabili  normele de protecție .
ESET, de asemenea prezintă și ESET Mobile Security pentru utilizatorii de Windows Mobile, Symbian OS și Android. În plus, față de protecția malware oferă protecție antispam ,filtrează mesajele SMS, prezintă un firewall și un sistem anti-furt, care  blochează cartela SIM și șterge date de la distanță.

## Tehnologie
- ESET cere cerințe mici de sistem și consumă foarte puține resurse .
- ESET și-a numit motorul de scanare ThreatSense, și face utilizarea extensivă de semnături generice și euristice . Acest motor nu trebuie confundat cu ThreatSense.Net, care este sistemul ESET pentru trimiterea fișierelor suspecte și malware către cercetătorii ESET.
- Produsele ESET sunt testate cu regularitate de către organizații, cum ar fi AV-Comparatives, AV-TEST și Virus Bulletin. ESET este prima companie care a primit șaptezeci și opt (78) de premii VB100 din partea Virus Bulletin și nu a ratat nici măcar o amenințare la testele Virus Bulletin din 1998 Produsele ESET sunt certificate în mod regulat de către ICSA Labs și West Coast Labs.

## Cronologie
- 1987 - Prima versiune a NOD Antivirus este creată de Peter Pasko și Miroslav Trnka
- 1992 - Fondarea ESET spol. s.r.o. în Cehoslovacia (astăzi împărțit în Republica Cehă și Slovacia)
- 1999 - Fondarea ESET, LLC în San Diego, Statele Unite ale Americii
- 2001 - Fondarea ESET Software Company din Praga, Republica Cehă
- 2002 - Prima participare independentă a ESET, la CeBIT de la Hanovra, Germania
- 2007 - lansarea ESET NOD32 Antivirus și ESET Smart Security 3.0
- 2008 - Înființarea centrului de cercetare și Dezvoltare ESET în Polonia
- 2012 - Înființarea centrului de cercetare și dezvoltare ESET în Montreal, Canada
- 2013 - ESET lansează Secure  Authentication , primul produs de autentificare a societății